# Kriegsverbrecherprozess gegen Angehörige der Kubanischen Luftwaffe

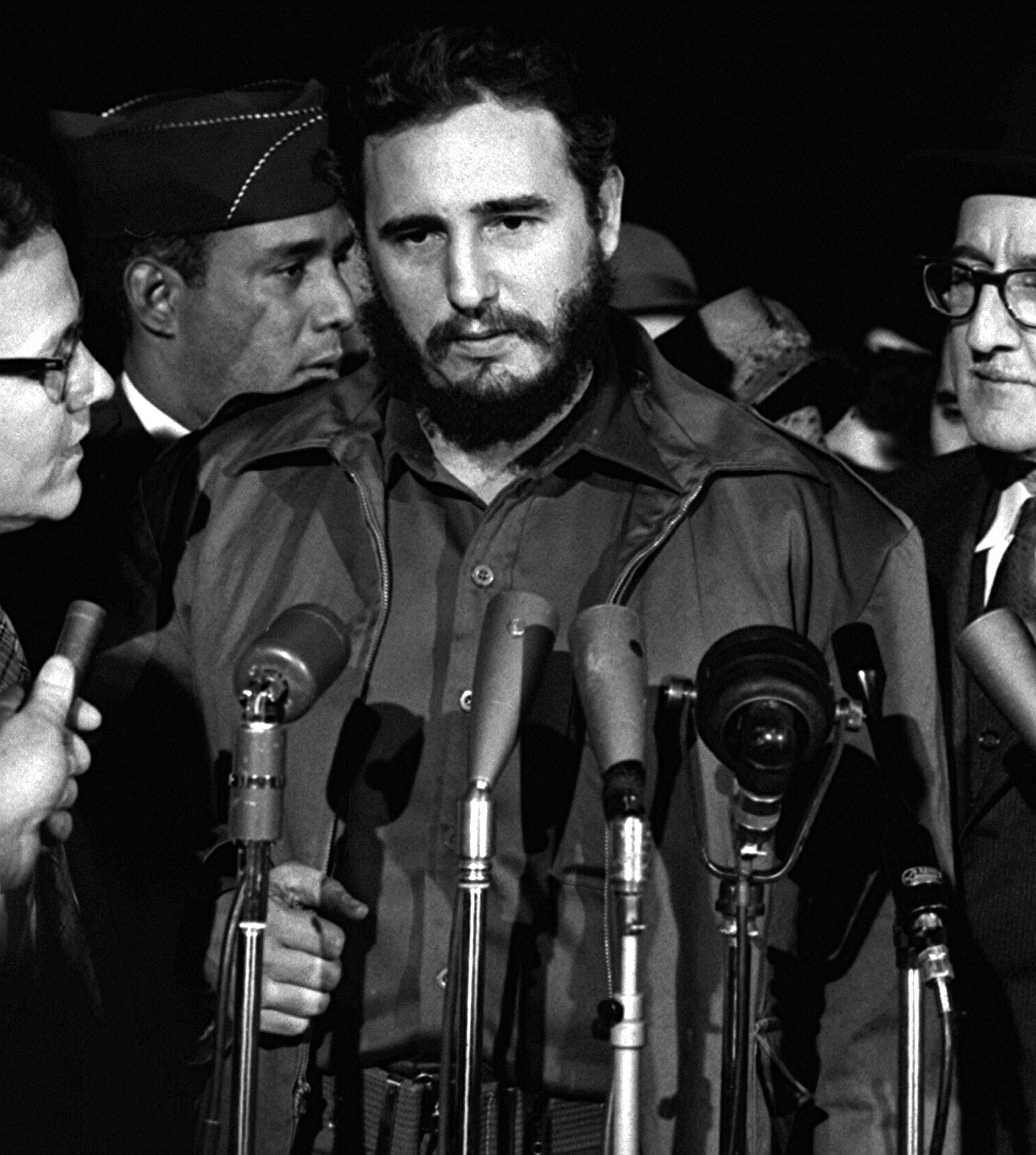
Fidel Castro im April 1959

Der Kriegsverbrecherprozess gegen 43 Angehörige der Kubanischen Luftwaffe fand im Februar und März 1959 in Santiago de Cuba statt, wenige Wochen nachdem der kubanische Präsident Fulgencio Batista aus dem Land geflohen war und Fidel Castro an der Spitze der Kubanischen Revolution die Macht übernommen hatte. Nachdem die wegen vermeintlich verbrecherischer Luftangriffe während des Guerillakriegs angeklagten Piloten, Bordschützen und Mechaniker in einem Revolutionstribunal aus Mangel an Beweisen rechtskräftig freigesprochen worden waren, setzte sich Castro überraschend über die von ihm zuvor verfügten Strafgesetze hinweg und ordnete ein zweites Verfahren an, das ohne neue Beweise mit der Verhängung hoher Haftstrafen endete. Das Ereignis stand in großem Widerspruch zum Grundsatz der Rechtsstaatlichkeit, den Castro seit 1953 als Ziel seiner Revolutionsbewegung vertreten hatte, und sorgte als prominentes Beispiel für politische Justiz im In- und Ausland für eine der ersten großen negativen Reaktionen auf die noch junge Kubanische Revolution und ihren uneingeschränkten Führer.

## Vorgeschichte

Flugzeugkokarde der Kubanischen Luftstreitkräfte 1955–1959

Nachdem Fulgencio Batista am Morgen des 1. Januar 1959 mit den führenden Repräsentanten seiner Regierung fluchtartig das Land verlassen hatte, ergaben sich die kubanischen Streitkräfte kampflos der von Fidel Castro befehligten Rebellenarmee. Castro und die von ihm angeführte Bewegung des 26. Juli hatten den Soldaten bereits zuvor Straffreiheit für die Befolgung militärischer Befehle im Guerillakrieg zugesichert und angekündigt, nach ihrer Machtübernahme, gemäß eines bereits 1958 von der Rebellenarmee verkündeten Regelwerks, lediglich überführte Kriegsverbrecher zu bestrafen. Von diesen abgesehen sollten die Angehörigen der Streitkräfte ihre Positionen behalten und unter der neuen Regierung weiterhin ihren Dienst ausüben können. Auf seinem „Freiheitskarawane“ genannten Triumphzug von Santiago de Cuba in die Hauptstadt Havanna in der ersten Jahreswoche 1959 traf sich Castro in Camagüey am 4. Januar zu einem Gespräch mit Piloten der Kubanischen Luftwaffe (Fuerza Aérea del Ejército de Cuba, FAEC) und sicherte ihnen darin zu, sie hätten von der revolutionären Justiz nichts zu befürchten. Des Weiteren bot er ihnen die Übernahme in die staatliche Fluglinie Cubana de Aviación an. In einer öffentlichen Rede am selben Tag sagte er, er wolle mit ihnen „die Sierra Maestra mit Geschenken bombardieren“. Wenige Wochen darauf ließ er allerdings 43 Angehörige der Luftwaffe unter dem Vorwurf verhaften, sie hätten sich im Verlauf des Guerillakriegs schwerster Kriegsverbrechen schuldig gemacht. Bereits seit den ersten Tagen der Machtübernahme waren Dutzende von Angehörigen von Militär und Polizei sowie tatsächliche und vermeintliche zivile Unterstützer der ehemaligen Regierung Batista von den Revolutionären hingerichtet worden – zum größten Teil nach zügig durchgeführten sogenannten Revolutionstribunalen, in zahlreichen Fällen auch ohne jeden Prozess.

## Der erste Prozess

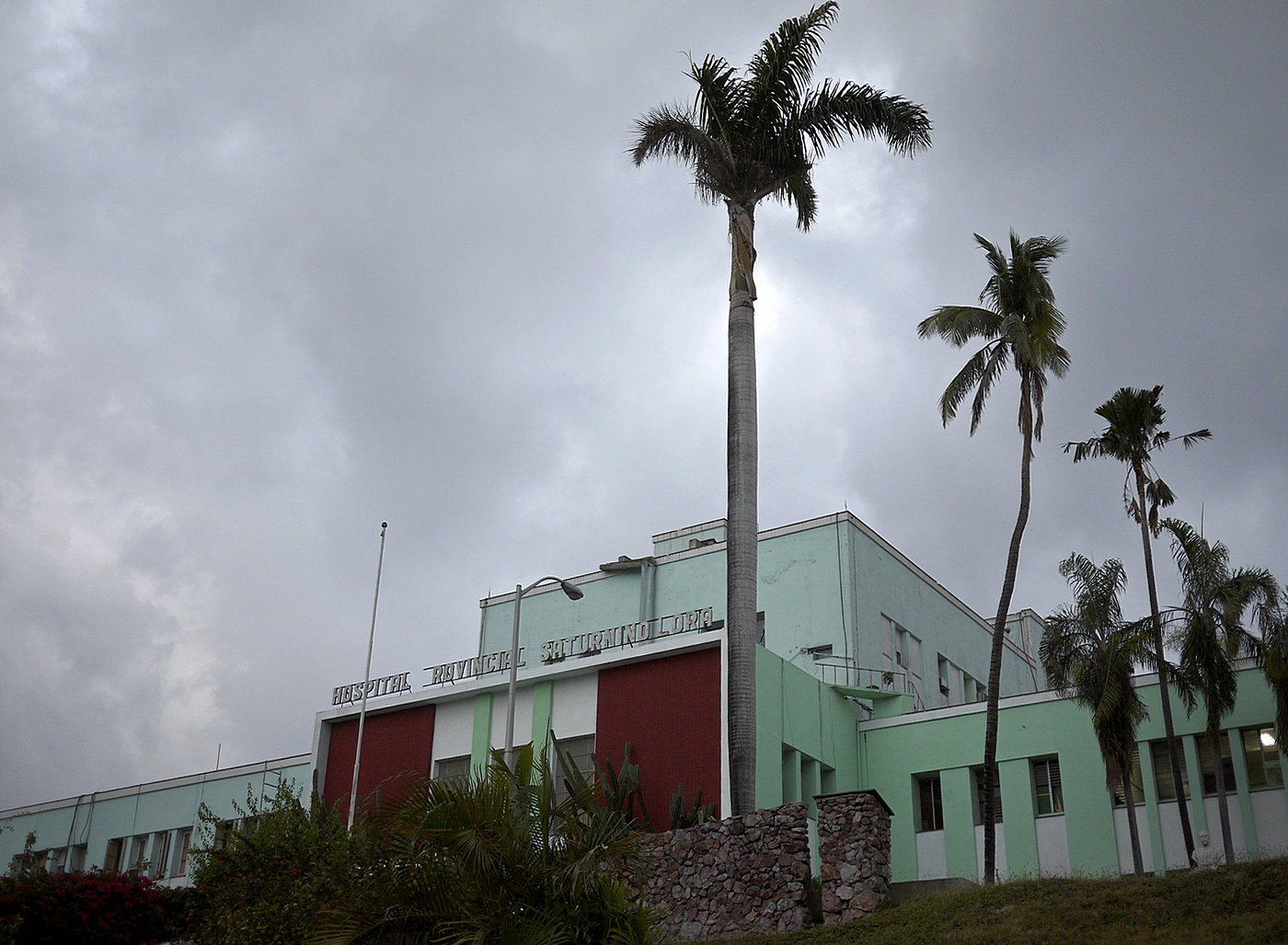
Provinzkrankenhaus von Santiago de Cuba, 1959 Verhandlungsort der Prozesse

Vom 13. Februar bis 2. März 1959 fand in Santiago de Cuba das erste Verfahren gegen die Luftwaffenangehörigen vor einem von Fidel Castro in der Provinz Oriente als höchstem Kriegsgericht eingesetzten Revolutionstribunal statt. Den Vorsitz hatte der Major (Comandante) der Rebellenarmee Félix Pena Díaz, ihn unterstützten der Major und Pilot Antonio Michel Yabor und der Leutnant und Rechtsanwalt Adalberto Parúas Toll. Angeklagt waren 19 Piloten, 19 Bordschützen sowie 5 Flugzeugmechaniker. Die Anklagepunkte umfassten Völkermord, Mord und verschiedene weitere Straftaten in Verbindung mit über 600 unter Batistas Oberbefehl ausgeführten Luftangriffen auf besiedelte Gebiete im Ostteil Kubas in der zweiten Jahreshälfte 1958. Diese Luftangriffe hatten insgesamt acht zivile Todesopfer verursacht. Als Ankläger fungierte der Hauptmann der Rebellenarmee Antonio Cejas Sánchez. In den lokalen Medien war eine feindliche Stimmung gegen die Angeklagten vorherrschend: Am Auftakttag des Prozesses erschien in einer Tageszeitung in Santiago eine prominent platzierte Reportage unter dem Titel „Sagua, das kubanische Lidice“, in dem die im Krieg von Luftangriffen getroffene Kleinstadt Sagua de Tánamo mit dem tschechischen Dorf verglichen wurde, das in einem schweren Kriegsverbrechen deutscher Truppen im Zweiten Weltkrieg mit Hunderten Mordopfern völlig zerstört worden war. Der Ankläger, der gleichzeitig zu dieser Funktion auch die Ermittlungen geleitet hatte, verbrachte zehn Stunden mit der Erläuterung des Belastungsmaterials und ließ seinen Vortrag auf Tonband aufnehmen und von den Hörfunksendern der Region ausstrahlen sowie den Text von den Zeitungen abdrucken. Gleichzeitig ließ er jedoch die Medienberichterstattung über die Verteidigungsplädoyers verhindern. Abschließend forderte Cejas die Todesstrafe für 22 der Angeklagten, Haftstrafen zwischen fünf und sieben Mal 30 Jahren für 21 weitere Angeklagte, sowie Freispruch für zwei Mechaniker.
Nachdem das Tribunal nach ausführlichen Zeugenanhörungen keine stichhaltigen Beweise für die erhobenen Anklagepunkte feststellen konnte, sprach sein Vorsitzender in Übereinstimmung mit den beiden Beisitzern die Angeklagten am 2. März in sämtlichen Punkten frei und verfügte ihre sofortige Freilassung. Weder konnte das Vorliegen von Völkermord oder Mord festgestellt werden, noch das Argument der Verteidigung widerlegt werden, dass sich Rebellen in den angegriffenen Dörfern aufgehalten hatten, die dadurch zu legitimen Zielen geworden waren. Auch gelang es der Anklage nicht, einzelne Angriffe bestimmten Angeklagten zuzuordnen. Nach der Urteilsverkündung kam es in Santiago zu Protestdemonstrationen, bei denen die Hinrichtung der Freigesprochenen verlangt wurde. Auf Befehl des Militärkommandanten der Provinz Oriente, des Majors der Rebellenarmee Manuel Piñeiro wurden die Luftwaffenangehörigen nicht entlassen, sondern in das Gefängnis Boniato am nördlichen Stadtrand verlegt.

## Castros Intervention

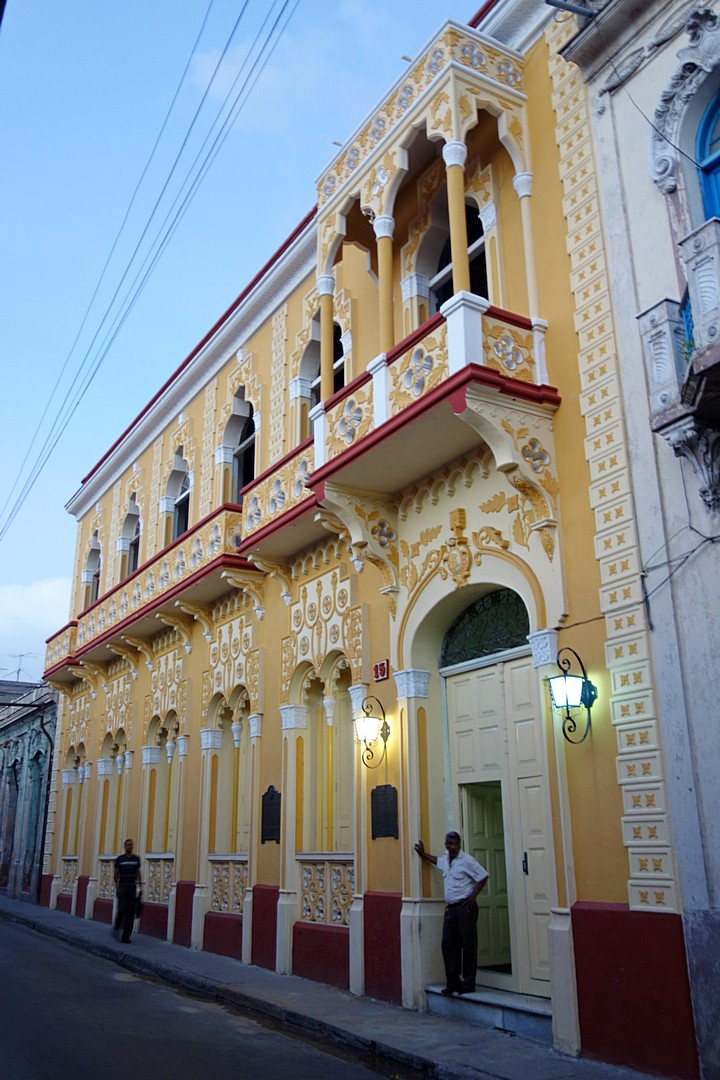
Ehemaliger Sitz der Anwaltskammer Santiago de Cuba in der heutigen Calle Félix Pena

Am 3. März erklärte Fidel Castro, der am 16. Februar den liberalen Juraprofessor José Miró Cardona im Amt des Premierministers abgelöst hatte, das Urteil für ungültig. Er bezeichnete es als „schweren Fehler, der nicht zugelassen werden darf,“ „diese kriminellen Luftwaffenangehörigen freizusprechen“. „Es wäre der Gipfel der Torheit eines Volkes und einer Revolution, diejenigen zu befreien, die sich als die feigsten Mörder und Diener der Tyrannei erwiesen haben.“ Castro fuhr fort, die Revolutionstribunale benötigten keine weiteren Beweise als die „zerstörten Städte und Dörfer und die Dutzenden von Leichen von Kindern und Frauen, die von Gewehrkugeln und Bomben“ getötet worden seien – der Urteilsspruch mit der dort festgehaltenen tatsächlichen Zahl von acht zivilen Todesopfern war von der Regierung nicht veröffentlicht worden. Dann begründete er die geforderte Bestrafung als Präventivmaßnahme: Als eine Sache der Sicherheit der Bevölkerung dürfe die Revolution „diesen armseligen Kreaturen“ auf keinen Fall die Möglichkeit geben, „erneut gegen Kuba zu fliegen und weiter ihre unheilvolle Geschichte von Trauer und Tragödie zu schreiben.“ Er behauptete, das Urteil sei nicht auf Grundlage rechtlicher, sondern politischer Überlegungen erfolgt. Aus diesem Grunde sei es ungültig und ein neues Tribunal müsse abgehalten werden, um den Fall korrekt zu beurteilen. Revolutionäre Rechtsprechung stütze sich nicht auf rechtliche Vorschriften, sondern auf die „moralische Überzeugung“ des Volkes. Am selben Tag wurden in Santiago die Demonstrationen gegen den Freispruch fortgesetzt. Der für die Sicherheit der Region zuständige Piñeiro, seit 1955 enger Vertrauter Castros, gab bekannt, dass die Freigesprochenen nicht entlassen würden, sondern auf Antrag des Staatsanwalts ein Revisionsverfahren durchgeführt werde.
Ebenfalls noch am 3. März wandten sich die Strafverteidiger der 43 mit Unterstützung der Anwaltskammern von Santiago und Havanna an Castro und an die Öffentlichkeit und wiesen darauf hin, dass die von der Rebellenarmee 1958 beschlossenen und veröffentlichten Strafrechtsparagraphen eine erneute Bewertung der während des ersten Verfahrens verhandelten Tatsachen nicht zuließen. Ein Revisionsverfahren dürfe sich nur auf die bereits als erwiesen erklärten Sachverhalte beziehen. Die Anwaltsvereinigungen forderten eine Zusicherung der notwendigen Garantien für das Revisionsverfahren, um ihren Beruf ausüben zu können, und erinnerten Castro an seine Zusage, mit der Revolution solle der Respekt vor dem Gesetz wiederhergestellt werden. Um sicherzugehen, von der Öffentlichkeit wahrgenommen zu werden, finanzierte die Anwaltskammer von Santiago aus eigenen Mitteln eine große Anzeige in der in Havanna verlegten landesweiten Tageszeitung Diario de la Marina unter der Überschrift „An die öffentliche Meinung: Die Anwaltskammer von Santiago über den Prozess der Luftwaffenangehörigen in Santiago“, die den vollständigen Urteilsspruch des ersten Tribunals, die von der Revolutionsbewegung erlassenen Gesetzesbestimmungen bezüglich Berufung und Revision von Strafverfahren, sowie offene Briefe an Premierminister Fidel Castro und Präsident Manuel Urrutia enthielten.
Außer dass Castros Intervention den in der Strafverfahrensordnung ausdrücklich festgelegten Regeln widersprach, die auf offiziellen Beschluss seiner Regierung die rechtliche Grundlage für die Revolutionstribunale bildeten, so brach er mit der Anordnung einer Neuverhandlung zur Aufhebung der Freisprüche auch den international anerkannten rechtsstaatlichen Grundsatz „Ne bis in idem“ (Verbot der Doppelbestrafung), wonach ein abschließend richterlich geklärter Sachverhalt nicht in einer zweiten Entscheidung gegen den Betroffenen verwendet werden darf.

## Der zweite Prozess
Die Revisionsverhandlung wurde am 5. März aufgenommen und endete mit der Urteilsverkündung am 7. März. Das eigens eingesetzte Revolutionstribunal bestand diesmal aus fünf hohen Repräsentanten der Rebellenarmee, sämtlich Angehörige des höchsten militärischen Rangs (Major/Comandante), unter Vorsitz Piñeiros. Die vier Beisitzer waren Carlos Iglesias Fonseca, Demetrio Montseny, Belarmino Castillas und Pedro Díaz Lanz, Befehlshaber der Rebellen-Luftwaffe. In der Funktion des Staatsanwalts war anstelle Cejas’ zunächst Juan Escalona vorgesehen, wurde jedoch vor Beginn des Verfahrens vom amtierenden Verteidigungsminister und ebenfalls Major Augusto Martínez Sánchez ersetzt. Die Verteidiger blieben dieselben sieben Anwälte wie im ersten Verfahren, die Angeklagten durften der öffentlichen Verhandlung jedoch nicht beiwohnen. Die gleich zu Beginn des Verfahrens vorgebrachten Einwände der Verteidigung, dass Revisionsverfahren in Fällen von Freisprüchen laut Gesetz unzulässig seien, wurden vom Tribunalsvorsitzenden als haltlos zurückgewiesen.
Während des Verfahrens sorgte ein lautstarkes und emotionales Publikum für eine gegen die Verteidigung eingestellte, aggressive Atmosphäre, die der Staatsanwalt durch Angriffe gegen die Strafverteidiger schürte. Verteidiger Carlos Peña-Jústiz gab an, aus Kreisen der Rebellenarmee erfahren zu haben, dass aus Havanna bereits der Befehl nach Santiago übermittelt worden sei, acht der Angeklagten zum Tode und die übrigen zu hohen Haftstrafen zu verurteilen. Peña-Jústiz hatte bereits 1953 im Strafverfahren gegen die von Castro angeführten Angreifer auf die Moncada-Kaserne die Verteidigung von vier der Angeklagten übernommen (darunter Gustavo Arcos) und sich später der Bewegung des 26. Juli angeschlossen, in der er bis zum erfolgreichen Ende des Widerstands gegen Batista zum Anführer des Untergrunds in Santiago aufgestiegen war.

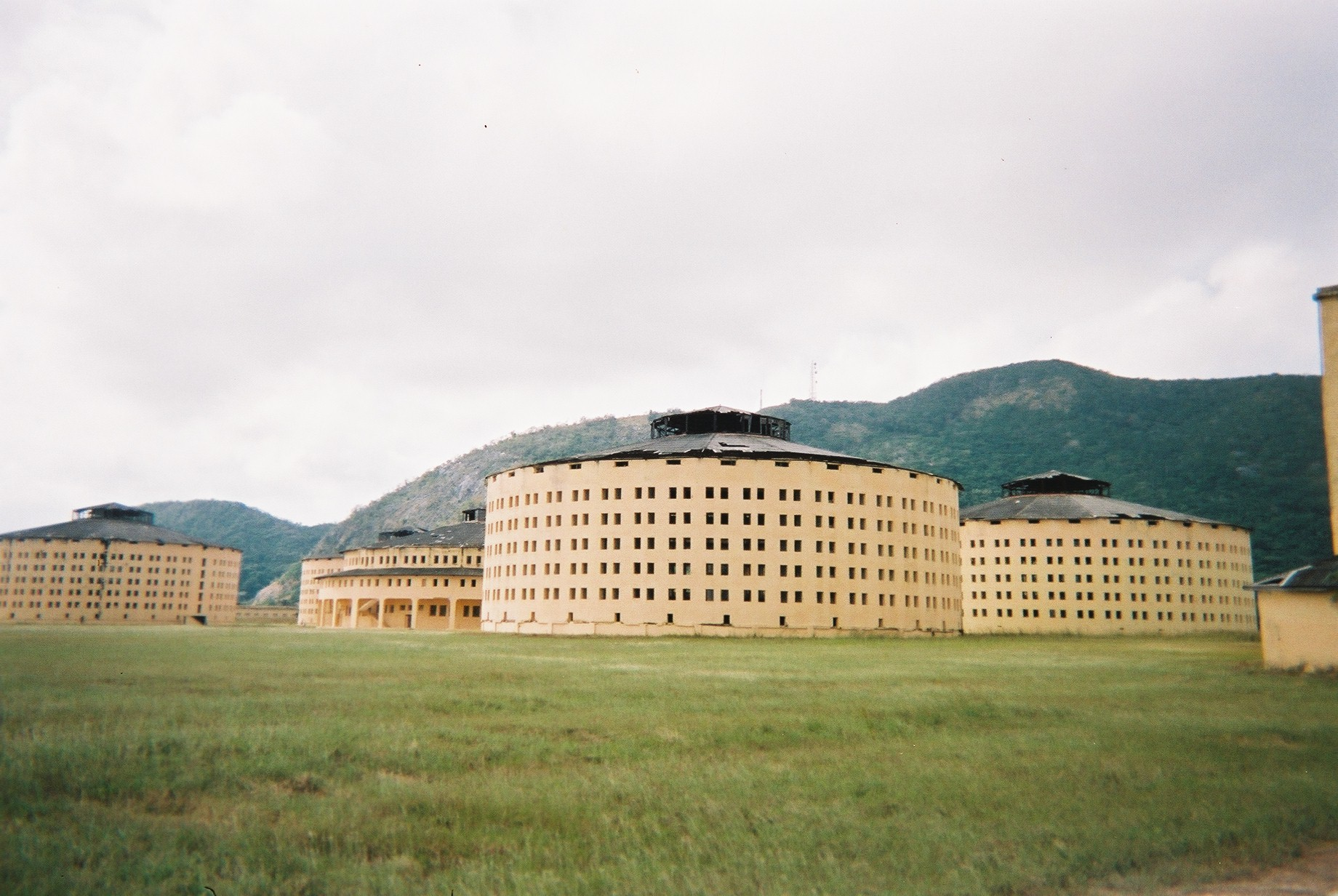
Gefängnis Presidio Modelo auf der Isla de la Juventud, in dem die Verurteilten ihre Haftzeit verbrachten

Das Verfahren hatte kaum Elemente eines Wettstreits juristischer Argumente, sondern bestand im Wesentlichen aus gegen die Verteidigung gerichteten Verunglimpfungen. Anklagevertreter Martínez bezeichnete die Verteidigungslinie Peña-Jústiz’ als eine „Kette von Lügen“ und richtete scharfe persönliche Attacken gegen Verteidiger Arístides D’Acosta, den er als Repräsentanten der Batista-Diktatur bezeichnete und der unter wüsten Beschimpfungen des Publikums und ohne vom Gericht in Schutz genommen zu werden zum Verlassen des Gerichtssaals gedrängt wurde. Martínez argumentierte, die Luftwaffenangehörigen seien ebenso Mörder wie Batista, da es innerhalb der Luftwaffe keinen Aufstand gegen die Diktatur gegeben habe.
Während das Verfahren noch lief, äußerte sich Castro erneut zur Frage der Schuld der Angeklagten und sagte dabei im landesweiten Fernsehen, die Luftwaffenangehörigen hätten wenn nicht die Todesstrafe, dann jedoch zumindest hohe Haftstrafen mit Zwangsarbeit verdient. Die Angeklagten seien „die Nabelschnur zwischen den Reaktionären und den Kriegsverbrechern.“ Außerdem bezichtigte er die Anwaltskammern von Santiago und Havanna, die ihn zur Einhaltung der von ihm verkündeten Gesetze aufgefordert hatten, einer antirevolutionären Haltung. Die „reaktionäre Opposition gegen seine Regierung“ setze sich in Gang. „Zweifellos besteht eine Verbindung zwischen gewissen Anwälten in Santiago und der antirevolutionären Kampagne.“ Des Weiteren kündigte er an, noch vor Urteilsverkündung persönlich nach Santiago zu reisen, um dem Volk den Sachverhalt in einer Rede zu erklären, die er schließlich erst einige Tage nach der Urteilsverkündung hielt.
Zum Abschluss seiner Verteidigungsrede sagte Peña-Jústiz zum Revolutionstribunal: „Wenn Sie diese Jungs verurteilen, die bereits freigesprochen worden sind, dann verwandeln Sie Fidel Castro in den Napoleon der Karibik und die Revolution in eine Gewaltherrschaft.“ Er fügte hinzu, dass auch der mexikanische General Porfirio Díaz wie andere lateinamerikanische Führer zum Zeitpunkt seiner Machtübernahme ein Volksheld gewesen sei, sich dann aber der Gewalt bedient habe, um sich für 30 Jahre an der Macht zu halten.
Am Abend des 7. März verkündete das Revolutionstribunal sein Urteil: Zwanzig Angeklagte wurden zu je 30 Jahren Arbeitslager verurteilt, neun zu 20 Jahren und zwölf zu 2 Jahren. Zwei der Mechaniker wurden freigesprochen. Während des zweiten Verfahrens waren keine neuen Beweise vorgelegt worden.

## Reaktionen und Folgen
Am 23. März erläuterte Castro sein Verständnis, inwieweit er sich an Gesetze gebunden fühlte: „Wir werden die Gesetze respektieren, aber die Gesetze der Revolution; wir werden Rechte respektieren, aber Rechte der Revolution – nicht die alten Rechte, sondern die neuen Rechte, die wir schaffen werden. Für das alte Gesetz: kein Respekt. Für das neue Gesetz: Respekt. Wer hat das Recht, die Verfassung zu ändern? Die Mehrheit. Wer hat die Mehrheit? Die Revolution.“ Am 8. Mai ergänzte er: „Wir sind nicht genötigt, Gesetze zu verletzen, weil wir sie selbst machen.“ Nach späterer Aussage eines Adjutanten sagte ihm Castro zur Bekräftigung seiner Ablehnung des Freispruchs von Santiago: „Mich bindet überhaupt kein Gesetz. Hier gibt es keine andere als die revolutionäre Gerechtigkeit. Hier gibt es keine andere Verfassung als den Willen der Revolution. Ich bin in erster Linie Revolutionsführer und erst danach Premierminister.“
Nach dem Prozess von Santiago wurden in drei kleineren Prozessen in Camagüey, Santa Clara und Havanna weitere Angehörige der früheren Luftwaffe ebenfalls zu hohen Haftstrafen mit Zwangsarbeit verurteilt, so dass sich die Gesamtzahl der Verurteilten auf über 75 belief.

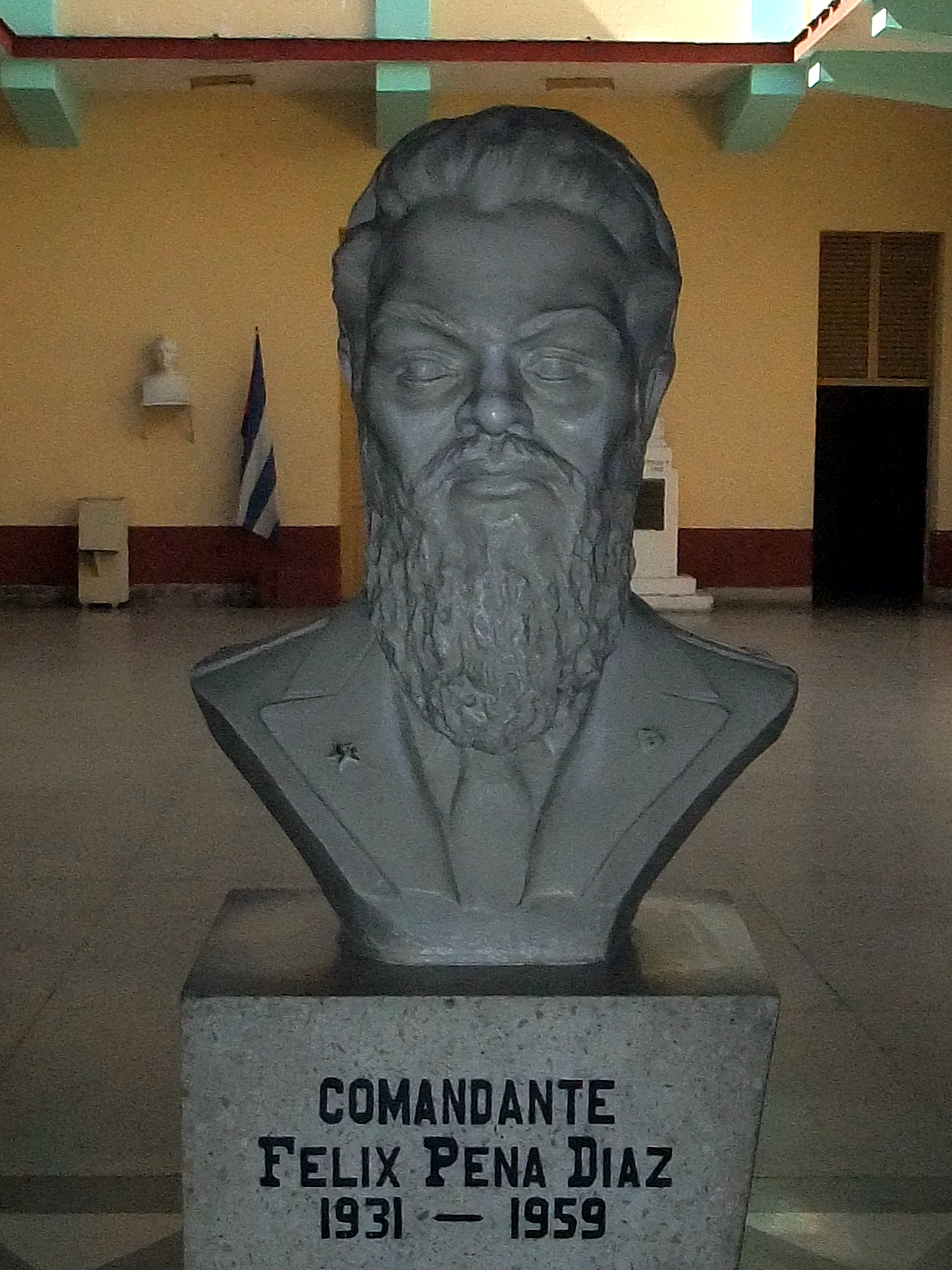
Büste von Félix Pena, dem Vorsitzenden des ursprünglichen Revolutionstribunals

Noch bevor der zweite Prozess abgeschlossen war, hatten die drei Mitglieder des ersten Revolutionstribunals ihren Rücktritt erklärt und entgegen der Kritik Castros öffentlich betont, mit ihrem Freispruch den Gesetzen der Revolution gefolgt zu sein. Unter Anspielung auf Castros berühmtes Plädoyer „Die Geschichte wird mich freisprechen“ von 1953 erklärten sie, sich mit ruhigen Gewissen „dem Urteil der Geschichte“ zu stellen. In Santiago besuchten in der Zwischenzeit mehrere Soldatenausschüsse der Rebellenarmee Redaktionen von Zeitungen und Radiostationen, um ihre Solidarität mit dem durch den ersten Freispruch diskreditierten Gerichtsvorsitzenden Félix Pena und seiner Haltung auszudrücken. Er sei ein ehrenwerter und mutiger Revolutionär, der Recht gesprochen habe. Am 14. April 1959 kam Pena in Havanna durch einen Schuss ums Leben, nach offizieller Darstellung handelte es sich um Selbstmord. Als Sohn der Stadt und angesehener Widerstandskämpfer gegen die Diktatur Batistas fand seine Beerdigung unter großer Anteilnahme der Bevölkerung statt, jedoch ohne Anwesenheit oder einen Kommentar Castros oder eine Erwähnung der von der Revolutionsregierung kontrollierten Medien. Pena stand kurz vor seiner Hochzeit und der anschließenden Hochzeitsreise nach Europa, wo er eine Stelle in Bonn als Militärattaché der kubanischen Botschaft antreten sollte. Nach Angaben des kubanischen Historikers Luis Aguilar wurde der Chef Penas Leibgarde später bei einem offiziell als Unfall bezeichneten Zwischenfall erschossen. Adalberto Parúas und Antonio Michel, die beiden weiteren Angehörigen des ersten Revolutionstribunals, flohen später ins Exil, von wo aus sie sich gegen die von Castro errichtete Alleinherrschaft einsetzten. Mehrere Zeugen der Verteidigung wurden inhaftiert und die Verteidiger durften ihren Beruf nicht weiter ausüben. Verteidiger Peña-Jústiz war später von 1961 bis 1965 als politischer Gefangener in Haft.

### Reaktionen im Ausland
Auch im Ausland gab es Reaktionen auf den Eingriff Castros in die revolutionäre Justiz, sowohl unter Sympathisanten als auch Gegnern der Revolution. In einem als „freundschaftlicher Ratschlag“ bezeichneten Telegramm riefen kolumbianische Senatoren, die damals den bis 1957 regierenden Diktator Gustavo Rojas Pinilla zur Rechenschaft zogen, Castro dazu auf, weiterhin der „würdige Bannerträger von Recht und Justiz“ zu bleiben, der er in seinem „heldenhaften Kampf für die Wiederherstellung der Prinzipien von Freiheit und Demokratie“ bisher gewesen sei. Erst zwanzig Jahre nach dem Doppelprozess wurde der Sachverhalt der von der Organisation Amerikanischer Staaten gegründeten Interamerikanischen Kommission für Menschenrechte (IAKMR) zur Begutachtung vorgelegt. Nachdem die kubanische Regierung seit 1979 nicht auf die Aufforderung der Kommission zu einer Stellungnahme reagiert hatte, nahm die IAKMR die ihr vorgelegte Darstellung 1981 als zutreffend an und verurteilte die Regierung Kuba für die Verletzung der Grundrechte dieser politischen Gefangenen. Demnach waren im Sommer 1979 noch sämtliche 28 zu langen Haftstrafen verurteilte Luftwaffenangehörige inhaftiert, mit der einzigen Ausnahme des in Haft schwer erkrankten und vorzeitig entlassenen Piloten Eulelio Beruvides (dessen kleine Tochter sich 1964 von Miami aus mit einem Bittschreiben an den Papst gewandt hatte). Tatsächlich waren die Gefangenen noch im Laufe des Jahres 1979 entlassen worden.
Die heftigsten Proteste gegen Castros überraschenden Verstoß gegen die Grundsätze der Rechtsstaatlichkeit kamen aus den Vereinigten Staaten, wobei die sich zur selben Zeit bereits auf über 400 belaufenden standrechtlichen Hinrichtungen der Revolutionsführung für noch wesentlich stärkere Ablehnung in der öffentlichen Diskussion sorgten, sowohl unter Politikern als auch in den Medien. Als Castro im folgenden Monat in die USA reiste und sich dort bei zahlreichen Auftritten als Demokrat und Antikommunist präsentierte, besserte sich seine Wahrnehmung in der amerikanischen Öffentlichkeit zwischenzeitlich signifikant.

## Historische Einordnung
Der deutsche Historiker Michael Zeuske sieht den Prozess gegen die Luftwaffenangehörigen als Wendepunkt in der öffentlichen Wahrnehmung der Politik des Revolutionsregimes gegenüber seinen Gegnern: „Erst nach massiven Eingriffen Castros in den Prozess gegen Piloten der Luftwaffe Batistas im März 1959 kam es zur klaren Identifikation der Eingriffe als ‚revolutionäre Gewalt‘ und in Ansätzen als ‚Terror‘.“ Auch Boris Goldenberg führt den Doppelprozess in seiner Darstellung der Kubanischen Revolution als Moment an, in dem sich auf Kuba in der bis dahin weite Teile der Bevölkerung umfassenden, euphorischen Aufbruchstimmung zum ersten Mal „kritische Stimmen erhoben“.
Der von Verteidiger Peña-Jústiz aus Anlass des präzedenzlosen Eingriffs in die Justiz gezogene Vergleich von Castro mit Napoleon tauchte in den folgenden Jahrzehnten bei der Bewertung des von Castro errichteten Herrschaftssystems noch häufiger auf. Auch der der kubanischen Revolutionsregierung gegenüber grundsätzlich positiv eingestellte Zeuske erkennt im kubanischen System „caudillistisch-bonapartistische Elemente“. Das von Castro als wichtiger Beweggrund für die Haftstrafen der Luftwaffenangehörigen angeführte Ziel, damit zukünftige Straftaten zu verhindern – als von nachgewiesener Schuld unabhängige Bestrafung im Voraus – fand als problematische Eigenheit des kubanischen Rechtssystems später sogar Eingang ins Strafgesetzbuch. So definiert bis heute der Paragraph 72 den auch gegen Oppositionelle zur Anwendung kommenden Straftatbestand „vorstraffällige soziale Gefährlichkeit“ (Peligrosidad Social Predelictiva) als „Neigung zum Begehen von Straftaten“, die das Gericht an „den Normen der sozialistischen Moral widersprechendem Verhalten“ eines Angeklagten festmachen und mit maximal vier Jahren Freiheitsstrafe belegen kann.
Unmittelbar vor seiner Flucht gelang es dem Mitglied des ersten Tribunals Michel am 16. Januar 1960, sein als offenen Brief an Fidel Castro verfasstes Rücktrittsschreiben als Major der Revolutionären Luftwaffe in der Tageszeitung Avance zu veröffentlichen. Darin bezog er sich ausführlich auf den Prozess des Vorjahres und schrieb, dies sei das erste Mal gewesen, dass er erlebt habe, dass Castro im Privaten eine Sache sagte, bevor er anschließend in der Öffentlichkeit etwas völlig anderes vorgab. Diese Methode sei inzwischen zur Gewohnheit geworden. Castro habe die Ziele der Revolution verraten und erkläre nun seinerseits sämtliche Revolutionäre zu Verrätern, die nicht bereit seien, ihm bei der Verwirklichung von Plänen fremder Herkunft zu folgen, die auf ein totalitäres System hinausliefen. Im Juni 1959 war bereits der am zweiten Urteil beteiligte Luftwaffen-Chef Díaz Lanz geflohen und im Oktober hatte der Major Huber Matos seinen Rückzug aus der Revolutionsführung erklärt und war anschließend auf Castros Betreiben wegen Hochverrats zu zwanzig Jahren Haft verurteilt worden.
In der offiziellen kubanischen Geschichtsschreibung findet der Doppelprozess von Santiago und die Intervention Castros keine Berücksichtigung. Im Artikel zum Major der Rebellenarmee Félix Pena in der offiziellen Online-Enzyklopädie EcuRed wird lediglich kurz erwähnt, er habe sich „einigen Ansichten gemäß“ bei der „[Nicht]Verhängung der Strafen“ im von ihm geleiteten Revolutionstribunal gegen die Piloten „geirrt“, was an „seinem Mangel an Erfahrung in diesen Verfahren“ gelegen habe. Der 1960 ins Exil geflohene kubanische Journalist und Historiker Luis Aguilar, ehemaliger Mitschüler und Kommilitone Castros, führt den auf Castros Befehl annullierten Prozess exemplarisch als den Zeitpunkt an, zu dem „die Kubanische Revolution starb“ – um dieselbe Zeit sei das ganze Land in Schilder eingedeckt worden, auf denen zu lesen stand: „Das Volk ist die Revolution – die Revolution ist Fidel.“ Niemand sonst habe mehr gezählt und dies sei die Geburtsstunde der Diktatur gewesen.